# Salle capitulaire Saint-Laurent
La salle capitulaire Saint-Laurent est un monument situé dans la ville du Puy-en-Velay dans le département de la Haute-Loire.

## Histoire
La salle capitulaire est classée au titre des monuments historiques par arrêté du 26 décembre 1949.